# Andrew Chesworth

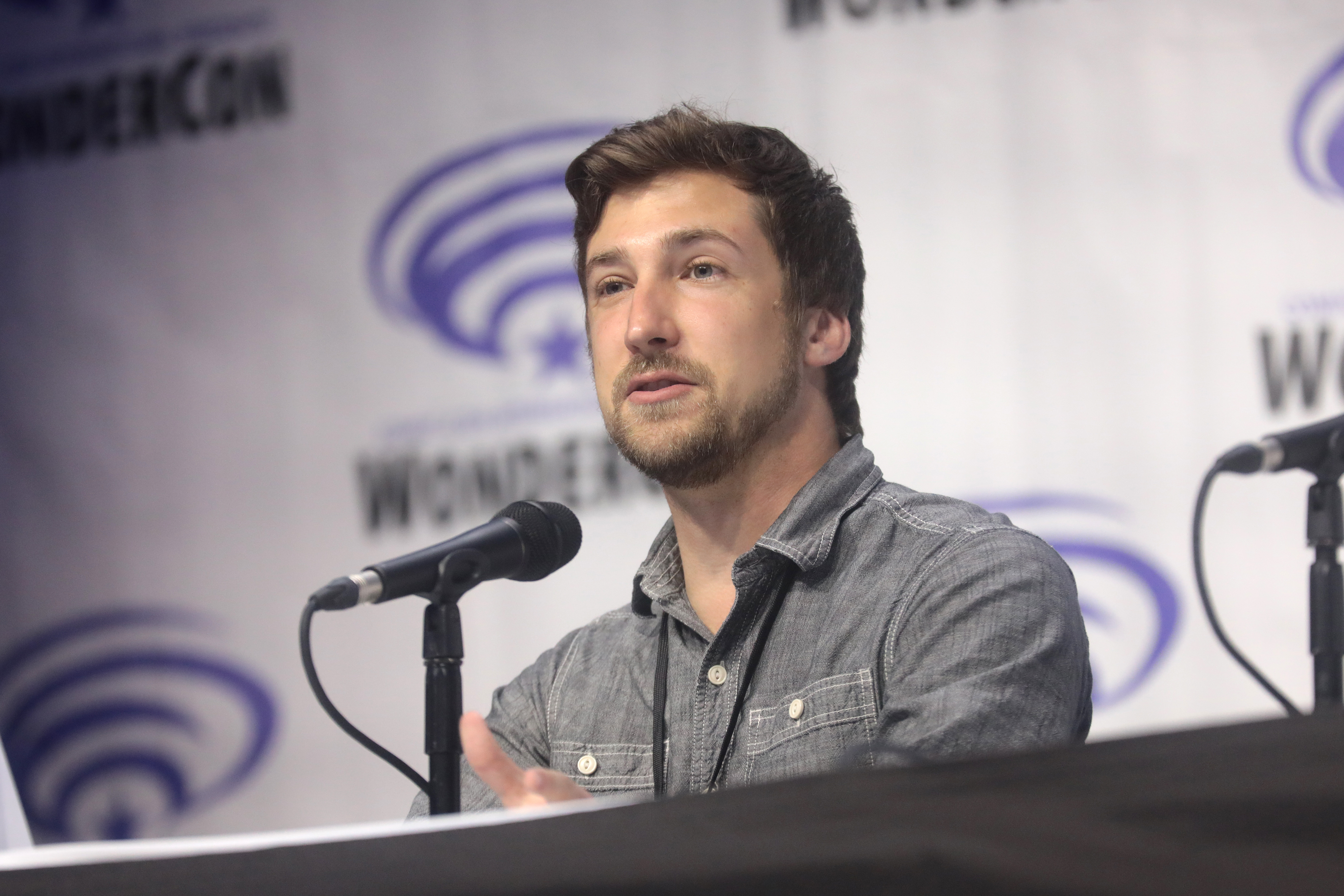
Andrew Chesworth (2019)

Andrew Chesworth (* 1985 in Delaware) ist ein US-amerikanischer Animator und Regisseur von Zeichentrickfilmen.

## Leben
Andrew Chesworth zog in seiner Kindheit häufig um. So lebte er neben Delaware, wo er geboren wurde, auch in den US-Bundesstaaten Maryland, Ohio, New York, Illinois und Minnesota. Er besuchte die Highschool in Chicago und absolvierte ein vierjähriges Studium am Minneapolis College of Art and Design, das er 2007 abschloss. Während des Studiums war er als Freelancer an der Produktion animierter Werbespots beteiligt und begann für das örtliche Studio „Make“ zu arbeiten, bei dem er nach dem Studium als Animator und Commercial Director eingestellt wurde. Dort entstanden neben Werbefilmen auch einige Kurzfilme.
Von 2011 bis 2017 war Chesworth als Animator für die Walt Disney Animation Studios tätig. Beginnend mit Ralph reichts (2012) war er an einer Reihe von Disney-Trickfilmen beteiligt wie Die Eiskönigin – Völlig unverfroren (2013), Baymax – Riesiges Robowabohu (2014) und Zoomania (2016).
Ab 2017 arbeitete Chesworth für das im gleichen Jahr gegründete Animationsunternehmen Taiko Studios, das sowohl in Los Angeles als auch Wuhan operiert. In dieser Zeit schuf er unter anderem zusammen mit Bobby Pontillas den animierten Kurzfilm One Small Step über ein Mädchen, das ihren Traumberuf Astronautin ergreift. Bei der Oscarverleihung 2019 waren beide als Regisseure des Films in der Kategorie „Bester animierter Kurzfilm“ nominiert. Sie gewannen mit One Small Step verschiedene Preise auf Festivals, wie den „Golden Gate Award for Family Film“ beim San Francisco International Film Festival.
Chesworth wirkte auch für die Sergio Pablos Animation Studios an dem spanischen Animationsfilm Klaus mit, der 2019 auf Netflix lief. Seit 2020 ist er für Netflix in den Bereichen Charakterdesign und Animation tätig. 
Er lebt und arbeitet in Burbank.

## Filmografie (Auswahl)
- 2007: Mortimer & Bracket (Kurzfilm)
- 2008: Fruitless Efforts: Fruit of the Womb (Kurzfilm)
- 2009: Juiced and Jazzed (Kurzfilm)
- 2010: Envirometer (Kurzfilm)
- 2010: Palm Springs (Kurzfilm)
- 2012: I Hate You Red Light (Kurzfilm)
- 2012: Ralph reichts (Wreck-It Ralph)
- 2013: Get a Horse! (Kurzfilm)
- 2013: Die Eiskönigin – Völlig unverfroren (Frozen)
- 2014: Liebe geht durch den Magen (Feast, Kurzfilm)
- 2014: Baymax – Riesiges Robowabohu (Big Hero 6)
- 2015: Pups of Liberty: The Dog-claration of Independence (Kurzfilm)
- 2016: Vaiana (Moana)
- 2016: Herz oder Kopf (Inner Workings, Kurzfilm)
- 2016: Zoomania
- 2017: Die Eiskönigin – Olaf taut auf (Olaf’s Frozen Adventure, Kurzfilm)
- 2018: One Small Step (Kurzfilm)
- 2019: Pangu (Kurzfilm)
- 2019: Klaus